# Becker (Fernsehserie)
Becker ist eine US-amerikanische Sitcom, die von 1998 bis 2004 von CBS produziert und ausgestrahlt wurde. Sie besteht aus insgesamt 129 Folgen in sechs Staffeln.

## Überblick
Ted Danson spielt die Titelrolle des Dr. John Becker, eines zynischen, miesgelaunten Arztes mit eigener Praxis in der Bronx. Etwa die Hälfte der Serie spielt in der Praxis, wo sich Becker mit seinen Angestellten und Patienten herumschlagen muss, die andere Hälfte in einem Coffeeshop, in dem Becker seine Bekannten trifft. Ab und zu spielt die Handlung auch an Orten wie Beckers Apartment und anderen Schauplätzen, zum Beispiel in der U-Bahn.
In Staffel 1 Folge 20 (Taxi nach Queens) gibt es ein Crossover mit den Serien Alle lieben Raymond, Cosby und King of Queens, deren jeweilige Hauptfiguren Ray Barone (Ray Romano), Hilton Lucas (Bill Cosby) und Doug Heffernan (Kevin James) zu sehen sind; in der DVD-Version fehlt dieser Cameo-Auftritt. Durch weitere Crossover im Rahmen der genannten Serien ist Becker Teil eines gemeinsamen Serienuniversums von Alle lieben Raymond, Cosby, Die Liebe muß verrückt sein, Die Nanny, King of Queens und Saras aufregendes Landleben sowie dem Spielfilm This Is Spinal Tap.

## Figuren

### Dr. John Becker

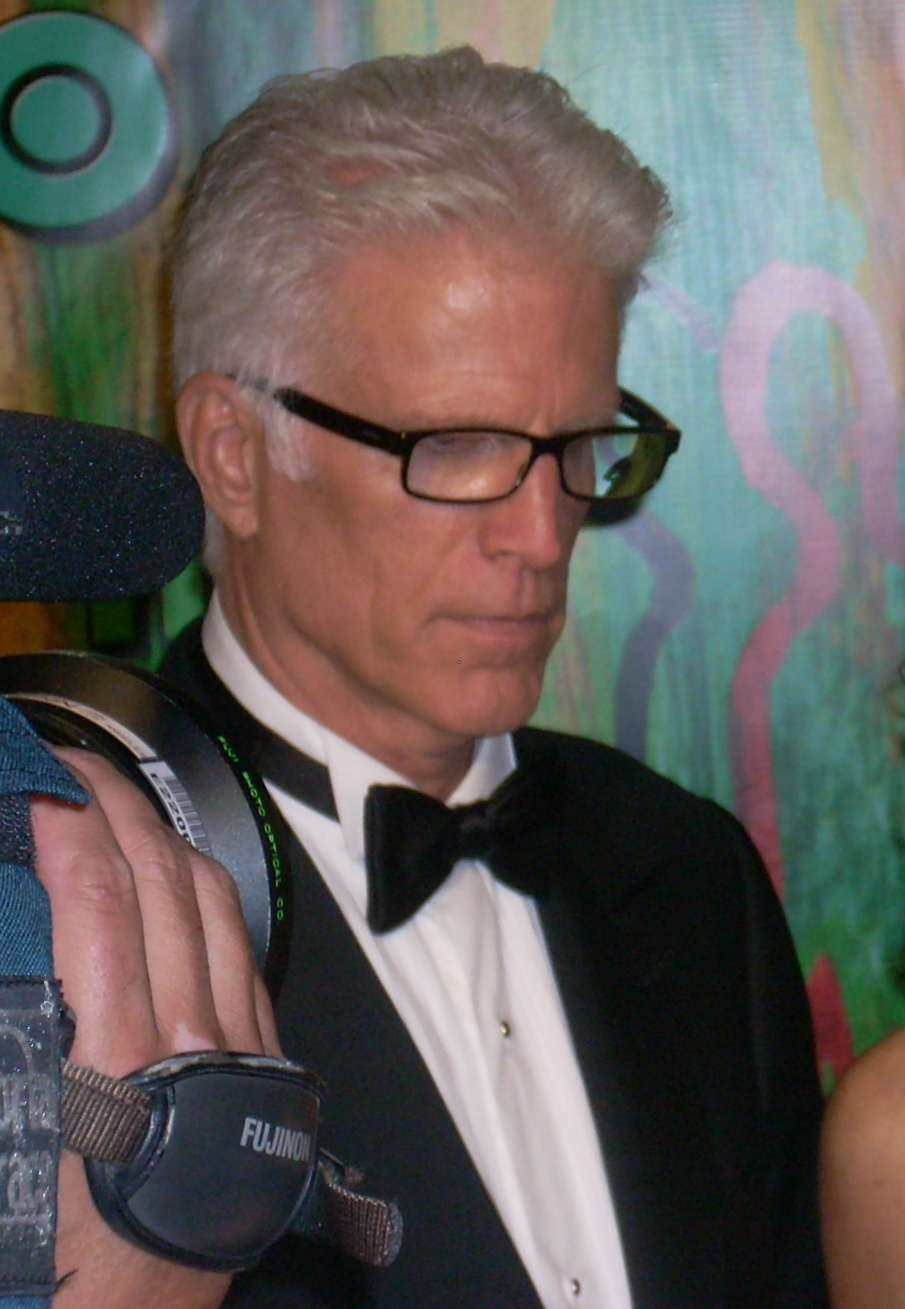
Ted Danson spielt Dr. John Becker

Dr. John Becker wird von Ted Danson gespielt, der insbesondere aus der Sitcom Cheers bekannt ist. Gute Laune ist für Becker ein Fremdwort. Er hat die besondere Fähigkeit, in allem das Schlimmste zu sehen, und ist ein notorischer Nörgler an der Gesellschaft. Seine Versuche, im Alleingang gegen das System vorzugehen, sind fast immer zum Scheitern verurteilt – trotzdem versucht er es bei jeder Gelegenheit wieder. Dr. Becker war Abschlussbester seines Jahrgangs an der amerikanischen Eliteuni Harvard und ist nun mit Mitte vierzig Allgemeinmediziner mit einer heruntergekommenen Praxis – im Vergleich zu den hochbezahlten Spezialisten in den USA eine berufliche Sackgasse. Zudem ist er bereits zum zweiten Mal geschieden. Wie Becker mit seinen Mitmenschen umgeht, kann man bestenfalls als „nicht gerade nett“ bezeichnen. Dies hindert ihn auch des Öfteren daran, eine neue Partnerin zu finden. Eine Ausnahme hierbei bildet Dr. Elizabeth „Liz“ Carson, gespielt von Frances Fisher, mit der er über einen vergleichsweise längeren Zeitraum eine Beziehung eingeht, doch auch diese Liebschaft ist nicht von allzu langer Dauer. Falls jedoch ein Patient oder ein Freund ein ernsthaftes Problem hat, kann man sich auf ihn verlassen, auch wenn er dadurch persönlich zurückstecken muss. Das hält ihn natürlich nicht davon ab, über die Notwendigkeit seiner Hilfeleistung lautstark zu zetern.

### Reggie
Reggie hat vor Jahren ihre Collegeausbildung zugunsten einer Modelkarriere abgebrochen und führt jetzt nach dem frühen Tod ihres Vaters seinen Coffeeshop weiter. Reggie versucht schließlich, mit Anfang dreißig an der Abendschule einen Collegeabschluss in Psychologie nachzuholen. Nebenher ist sie auf der Suche nach einer festen Beziehung, bleibt dabei jedoch erfolglos. Reggie verlässt die Serie am Ende der vierten Staffel. Sie wird von der Schauspielerin Terry Farrell gespielt, die unter anderem aus Star Trek: Deep Space Nine bekannt ist.

### Jake
Jake wird von Alex Désert dargestellt. Er ist Beckers bester Freund und betreibt einen Zeitungsstand im Coffeeshop. Jake ist seit einem Unfall fünf Jahre vor Handlungsbeginn erblindet.
Der Schauspieler Alex Désert ist im wirklichen Leben nicht blind.

### Margret
Margret, gespielt von Hattie Winston, ist Johns Chef-Arzthelferin und kümmert sich auch um ihn – geht dabei jedoch selten besonders liebevoll vor, sondern eher mütterlich resolut. Neben der Arbeit ist ihre schwierige Ehe mit ihrem Mann Louis ihre Hauptbeschäftigung. Louis gehört zu den Fernsehfiguren, die zwar öfter erwähnt werden, jedoch nie im Bild zu sehen sind.

### Linda

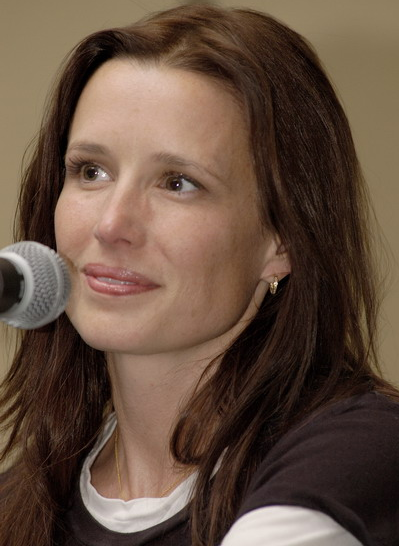
Shawnee Smith spielt Linda

Linda, dargestellt von Shawnee Smith, ist ebenfalls Arzthelferin in Beckers Praxis. Die Arbeitsmoral der jungen Frau lässt zu wünschen übrig – in den wenigen Stunden, in denen sie überhaupt in der Praxis erscheint. Den größten Teil von Lindas Tagesablauf nimmt das Planen ihrer diversen amourösen Abenteuer ein. Lindas Nachname wird im gesamten Verlauf der Serie nie erwähnt.

### Bob
Bob, dargestellt von Saverio Guerra, taucht zunächst nur sporadisch auf. Er war auf der gleichen Highschool wie Reggie und macht sich nun über deren heruntergekommenes Leben lustig. Doch dann zerbricht auch sein eigenes Leben: Seine Frau verlässt ihn, er verliert sein Geschäft. Später ist er Beckers Hausmeister und hängt sonst mit Jake und Reggie im Coffeeshop herum. Bob redet von sich selbst stets in der dritten Person. Er versucht stets, mit minimalem Aufwand über die Runden zu kommen; in einer Folge gab er sich zum Beispiel als blinder Bettler aus, um Geld zu verdienen. Ab der sechsten Staffel tritt Bob nicht mehr auf, da er laut Jake in Urlaub gefahren ist. Der Schauspieler Saverio Guerra entschloss sich, nach der fünften Staffel seinen Vertrag nicht erneuern zu lassen.

### Chris
Chris, gespielt von Nancy Travis, war zunächst ab Ende der vierten Staffel Beckers Nachbarin, die ihn hauptsächlich mit ihrer übertriebenen Fröhlichkeit nervte. Chris übernahm nach Reggies Weggang deren Coffeeshop. Weil Becker sich erst für Reggie und dann für Chris entschieden hatte, war die Beziehung der beiden lange von Spannungen gekennzeichnet. Anfang der sechsten Staffel werden sie schließlich ein Paar.

### Hector
Hector wird dargestellt von Jorge Garcia, tritt ab der sechsten Staffel die Nachfolge von Bob an. Auch er versucht, mit möglichst geringem Aufwand durchs Leben zu kommen – die zugehörigen Pläne schmiedet er meist im Coffeeshop sitzend.

## Becker in Deutschland
Die Serie Becker lief in Deutschland auf Sat.1, es wurden jedoch nur die ersten vier und die letzte Staffel ausgestrahlt. Für diese Staffeln gab Sat.1 die Synchronisation in Auftrag, die fünfte wurde dagegen im Auftrag von Paramount synchronisiert, zu einer Zeit, als man sich aufgrund der Insolvenz der Kirch-Gruppe weigerte, weitere Geschäfte mit deren Tochterunternehmen abzuschließen.
Anfang 2008 lief die Serie auf Anixe HD. Vom 30. September 2009 bis 25. März 2010 lief die Serie auf Comedy Central. Die fünfte Staffel wurde im Februar 2010 ausgestrahlt. Ab Juli 2010 liefen Wiederholungen im Nachtprogramm von Comedy Central. Sat1Comedy strahlte die Serie ab Januar 2011 aus.
Am 15. Oktober 2020 erschien in Deutschland die komplette Serie auf DVD.